# Bucculatrix carolinae
Bucculatrix carolinae är en fjärilsart som beskrevs av Braun 1963. Bucculatrix carolinae ingår i släktet Bucculatrix och familjen kronmalar. Inga underarter finns listade i Catalogue of Life.